# Platylister pacificus
Platylister pacificus är en skalbaggsart som beskrevs av Lewis 1910. Platylister pacificus ingår i släktet Platylister och familjen stumpbaggar. Inga underarter finns listade i Catalogue of Life.